# إيلي هوتون
إيلي هوتون (بالإنجليزية: Elly Hutton)‏ هي منافسة ألعاب القوى أسترالية، ولدت في 2 يونيو 1976.

## وصلات خارجية
- إيلي هوتون على موقع الاتحاد الدولي لألعاب القوى (الإنجليزية)
- إيلي هوتون على موقع النتائج التاريخية لألعاب القوى الأسترالية (الإنجليزية)
- إيلي هوتون على موقع أوليمبيديا (الإنجليزية)
- إيلي هوتون على موقع اللجنة الأولمبية الأسترالية (الإنجليزية)